# Timewind
Timewind este cel de-al cincelea album al lui Klaus Schulze. Albumul a fost lansat original în 1975, iar în 2006 Schulze îl relanseze la casa de discuri Revisited Records. Timewind este primul album solo în care Schulze utilizează un sequencer.
Pentru mulți ani acesta a fost unicul album disponibil al artistului în Statele Unite, astfel fiind mai apreciat de către ascultătorii Americani, decât albumul Mirage din 1977 sau X din următorul an. Albumul a câștigat premiul Grand Prix du Disque (Marele Premiu pentru Înregistrări) la L'Académie Charles Cros.

## Prezentare
Desfăsurându-se lent dar cu grijă pe parcursul fiecărei părți a albumului
, Timewind e considerat o versiune electronică a ragăi Indiene. În multe sensuri prezintă o variație mai lungă, asemănătoare cu cea de-a treia piesă, "Movements of a Visionary", a trupeii germane Tangerine Dream, de pe clasicul album din 1974 Phaedra, dar rămâne totodată o lucrare tranzițională, undeva între Krautrock-ul timpuriu din producțiile timpurii ale lui Schulze și caracterul Școalii Berlineze din eforturile sale ulterioare. Intenția albumului Timewind a fost de a invoca o stare fără sfârșit în ascultător.
Titlurile ambelor piese sunt referințe către compozitorul din secolul 19 Richard Wagner. Bayreuth este un oraș bavarez în care Wagner a avut un teatru de operă construit pentru prima reprezentare a vastei sale drame muzicale, Inelul Nibelungilor. Wahnfried este numele casei lui Wagner din Bayreuth, unde a și fost ingropat în 1883. E de asemenea un pseudonim folosit de Schulze însăși.
"Bayreuth Return" a fost înregistrat pe un echipament de doua căi într-un singur act, această melodie este în esență o piesă 'live în studio'. Baza sa ritmică e un singur model de sequencer analog, transpus și manevrat în timp real. (Manevrarea constă în primul rând în schimbarea punctului ‘de întoarcere’ a secvenței.) Acordurile 
corzilor sintetizate, melodiile improvizate și  complexele efecte sonore constituie restul incredientelor. "Wahnfried 1883", ca contrast e o melodie lentă ce a fost compusă și stratificată pe mai multe căi. Blocurile de bază ale construcției constituie straturile lente ale liniilor și tampoanelor sclipitoare. Cheia schimbărilor caleidoscopice, fără o ‘cheie de bază’ evidentă (melodia rămânând pretutindeni armonioasă) poate fi vazută ca o salutare muzicală adusa lui Wagner: de asemenea, și un Leitmotif apare. Un fragment de performanță grafică apare în interiorul versiunii originale vinil. Piesa bonus re-lansată "Echoes of Time" este o reluare alternativă a melodiei "Bayreuth Return".

## Personal
- Klaus Schulze – ARP 2600, ARP Odyssey, EMS Synthi-A, Sintetizator Elka String, Orgă Duo și Pian Profesional Farfisa, Sequencer.

## Lista pieselor
Toate piesele sunt compuse de Klaus Schulze.
Disc 1
| Nr. | Titlu             | Note                          | Lungime |  |
| 1.  | „Bayreuth Return” | pe release-ul original        | 30:32   |  |
| 2.  | „Wahnfried 1883”  | pe release-ul original small> | 28:38   |  |

Disc 2
| Nr. | Titlu            | Note                                                          | Lungime |  |
| 1.  | „Echoes of Time” | piesă bonus de pe ediția relansată                            | 38:42   |  |
| 2.  | „Solar Wind”     | piesă bonus de pe ediția relansată                            | 12:35   |  |
| 3.  | „Windy Times”    | piesă bonus din ediția relansată (de pe Contemporary Works I) | 4:57    |  |